# Kotzebue (miasto)
Kotzebue – miasto w Stanach Zjednoczonych, w stanie Alaska, położone na półwyspie Baldwin.

## Demografia
W 2008 liczyło 3219 mieszkańców. W 2023 liczba mieszkańców spadła do 2979 osób, a gęstość zaludnienia do 40,1 osoby/km².